# Jordi Aymamí i Roca
Jordi Aymamí i Roca (Andorra, 1958) és un polític català, militant del PSC i alcalde d'Igualada en els períodes de 1992 a 1995, i de 1999 a 2011.

## Biografia
Té estudis en psicologia i és des de la dècada de 1980 el gerent d'Apinas, una associació que té l'objectiu de fomentar la recuperació i la formació de nens i adolescents subdotats o amb discapacitats transitòries.

### Trajectòria política
Va iniciar la seva trajectòria com a independent a la llista del PSC per l'alcaldia d'Igualada que va liderar Antoni Dalmau l'any 1991. Després de la derrota per un estret marge de CiU i al cap d'un temps, Dalmau dimiteix i Aymamí assumeix el lideratge del grup municipal des de l'oposició. A les eleccions municipals del 1991, Jordi Aymamí encapçala la llista del PSC i aconsegueix trencar la majoria absoluta de CiU però no pot formar govern. Al cap d'un any, el 1992 impulsa una moció de censura amb el suport de PSC, ERC i ICV, i desbanca al llavors alcalde Ramon Tomàs de Convergència i Unió. Un cop nomenat alcalde inicia diferents projectes com la reforma del parc de l'Estació Vella, la creació del Centre Cívic de Fàtima i la construcció del pàrquing soterrat de la plaça de Cal Font, el primer aparcament d'aquestes característiques d'Igualada. Entre 1995 i 1999 torna a l'oposició, període en què l'alcalde fou Josep Maria Susanna, de CiU.
L'any 1999 forma la coalició de l'Entesa per Igualada, un pacte local entre PSC i ICV, que obté 10 regidors a les eleccions municipals d'aquell any, i que li va permetre ser alcalde d'Igualada gràcies al suport dels 2 regidors d'ERC. Fou alcalde durant 12 anys consecutius sempre obtenint 10 regidors amb 3 victòries electorals seguides, fins a l'any 2011, en què es trencà la coalició Entesa per Igualada. i Aymamí ha de tornar a presentar-se sota les sigles, exclusivament del PSC. Durant els 12 anys de govern, Jordi Aymamí impulsa el que n'anomena el "model de ciutat" amb nombroses actuacions urbanístiques i socials. Destaquen la construcció del nou Hospital d'Igualada, parcs com el del Gracia Fossas o el de Valldaura, l'Espai Cívic Centre, l'aparcament soterrat de la plaça de la Creu, les escales mecàniques del carrer de Sant Magí, l'impuls de pisos tutelats de lloguer amb serveis per la gent gran, la xarxa d'escoles bressol municipals, el viver d'empreses Tecnoespai, el complex esportiu Infinit, la recuperació del parc del riu Anoia i l'impuls de la Mancomunitat de Municipis de la Conca d'Òdena, entre d'altres.
La candidatura del PSC encapçalada per Aymamí va perdre les eleccions municipals de 2011 davant Marc Castells, de Convergència i Unió, que obtingué 10 regidors, pels 5 del PSC. Pocs dies després Aymamí anuncià la seva retirada de l'ajuntament.